# Lake megye (Florida)
Lake megye az Amerikai Egyesült Államokban, azon belül Florida államban található. Megyeszékhelye Tavares, legnagyobb városa Clermont. Lakosainak száma 383 956 fő (2020. április 1.). Lake megye Volusia, Orange, Seminole, Osceola, Polk, Sumter és Marion megyékkel határos.

## Népesség
A megye népességének változása:
| Lakosok száma | 297 858 | 299 916 | 303 310 | 308 034 | 325 875 | 383 956 |
|               | 2010    | 2011    | 2012    | 2013    | 2015    | 2020    |